# Constitutio Criminalis Carolina

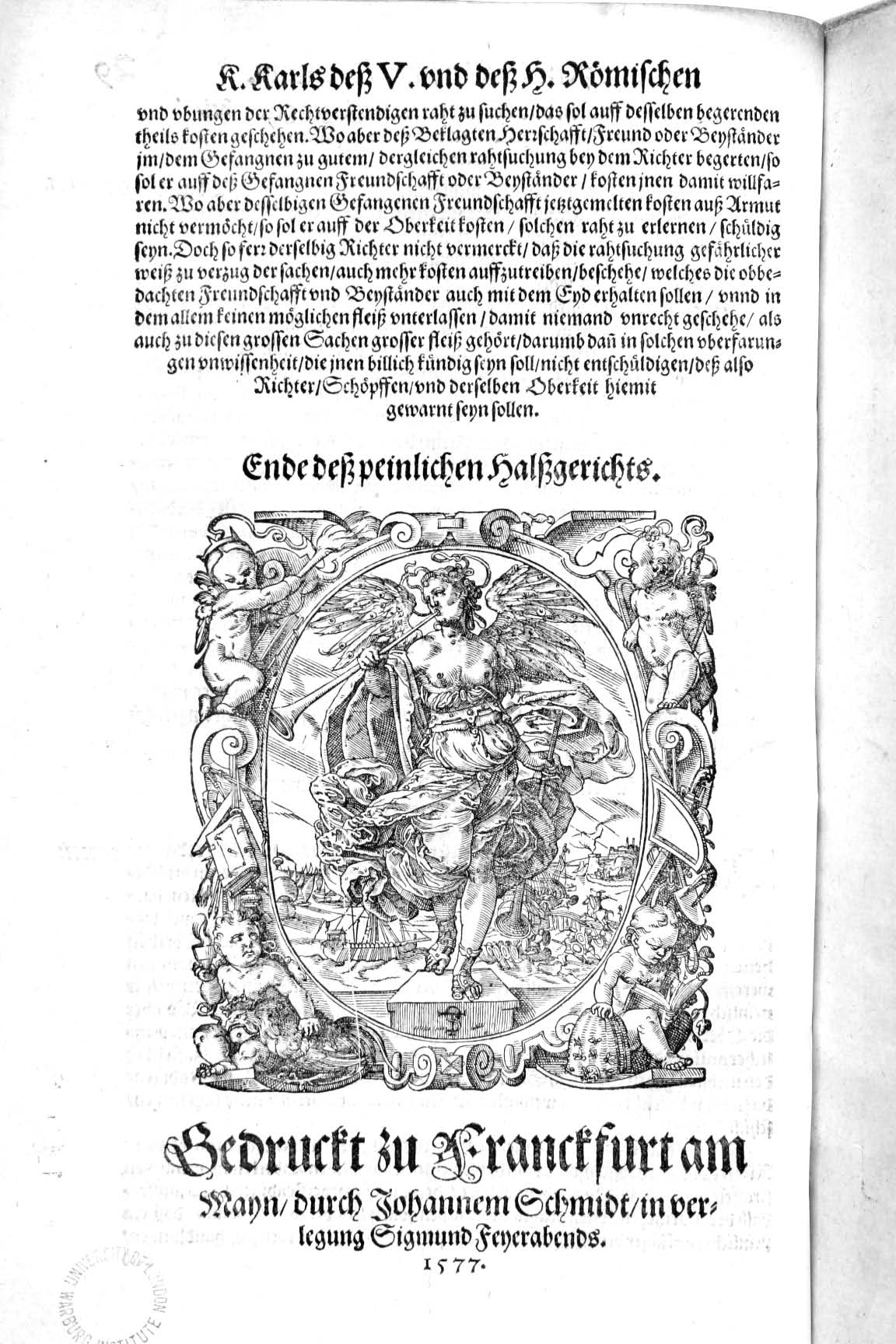
Illustration

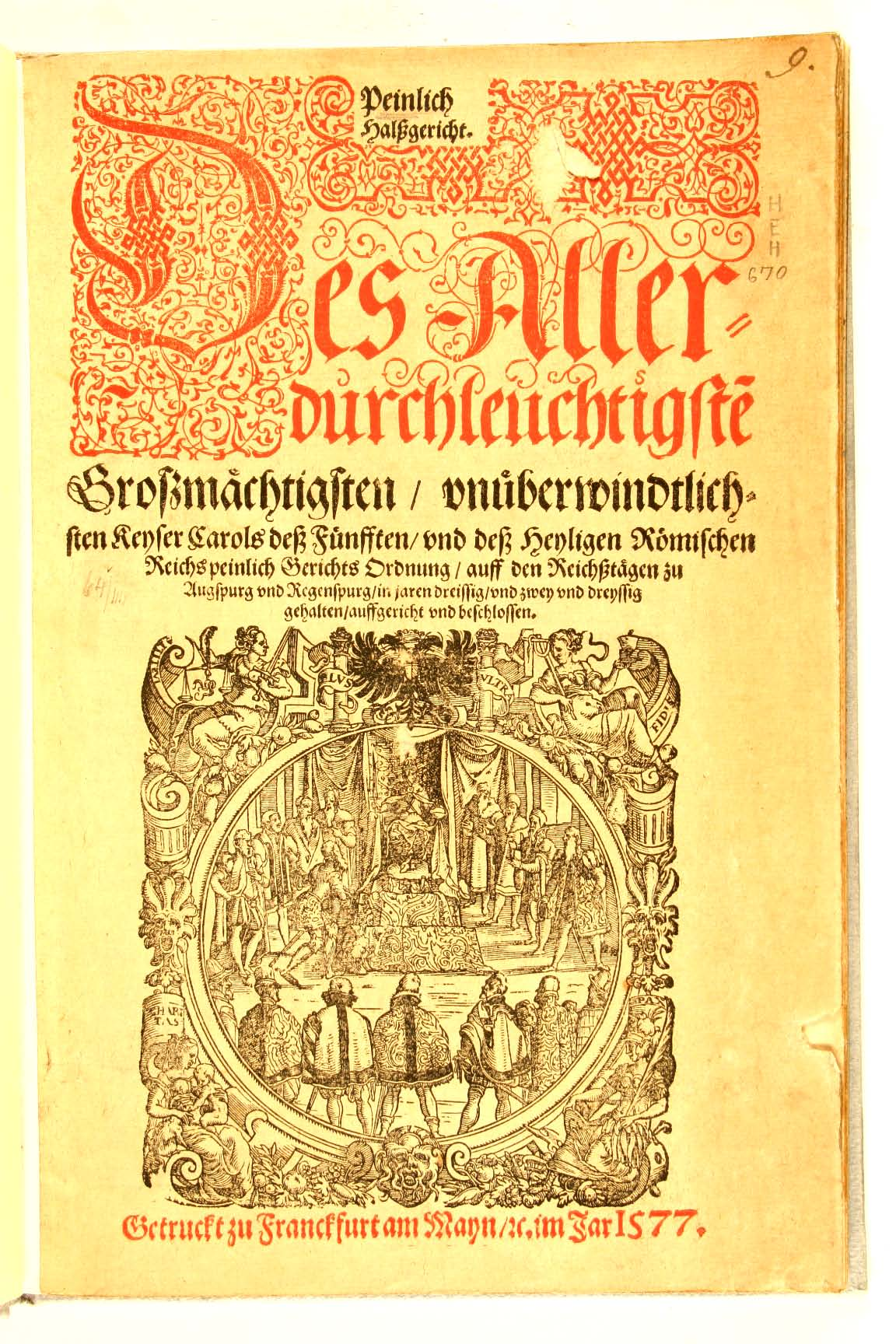
CCC. Imprint: Frankfurt am Main, Johann Schmidt. Verlegung Sigmund Feyerabends, 1577

Die Constitutio Criminalis Carolina (CCC) oder Carolina (in zeitgenössischer Übersetzung Peinliche Gerichts- oder Peinliche Halsgerichtsordnung Kaiser Karls V., auch des Keysers Karls des fünfften und des heyligen Römischen Reichs peinlich Gerichts ordnung) von 1532 gilt als erstes allgemeines deutsches Strafgesetzbuch. Der Begriff „Peinlich“ bezieht auf das lateinische poena für „Strafe“ und meint Leibes- und Lebensstrafen.

## Geschichte
Basis der Constitutio Criminalis Carolina war die im Jahr 1507 unter Leitung von Johann Freiherr von Schwarzenberg verfasste Bambergische Peinliche Halsgerichtsordnung (auch Bambergensis genannt), die bereits auf humanistisches Gedankengut italienischer Rechtsschulen zurückgriff und dabei auf vielseitige Elemente des römischen Rechts setzte.
Im Jahr 1498 beschloss der Reichstag zu Freiburg, das Strafverfahren im ganzen Reich gesetzlich festzulegen. Über den Wormser Reichstag hinaus wurde das Gesetzeswerk aber erst unter Kaiser Karl V. im Jahr 1530 auf dem Augsburger Reichstag beschlossen und zwei Jahre später, am 27. Juli 1532, auf dem Reichstag in Regensburg ratifiziert. Damit erhielt die Constitutio Criminalis Carolina Gesetzeskraft. Geprägt war die Zeit kirchengeschichtlich durch die Reformation und außenpolitisch durch den Türkenkrieg.
Aus heutiger Sicht wird in Bezug auf die Carolina gerne von einem „Theater des Schreckens“ gesprochen, da sie sehr grausame Züge enthielt (Folter und verschiedene Hinrichtungsmethoden). Trotz aller fortschrittsorientierten Erkenntnisse und einer kritischen Öffentlichkeit, die die Aufklärung mit sich brachte, galt die Carolina in vielen deutschen Landesteilen bis in das 19. Jahrhundert fort (im Herzogtum Bayern war sie 1751 durch den Codex Maximilianeus Bavaricus Criminalis, im Königreich Preußen 1794 durch das Allgemeine Landrecht abgelöst worden). Im 19. Jahrhundert wurden neue strafrechtliche Kodifikationen eingeführt, stellvertretend dafür seien als Frühwerk das Strafgesetzbuch für das Königreich Bayern von 1813 als Vorbild für das Kriminalgesetzbuch für das Herzogtum Braunschweig von 1840, das preußische Strafgesetzbuch von 1851 und das Strafgesetzbuch für das Königreich Bayern von 1861 genannt (siehe auch Übersicht im Artikel Strafgesetzbuch). Diese Kodifikationen wurden durch das Strafgesetzbuch für den Norddeutschen Bund bzw. Reichsstrafgesetzbuch abgelöst. Für die Entwicklung in Österreich, das ebenfalls zum Heiligen Römischen Reich Deutscher Nation gehörte, siehe Strafgesetzbuch (Österreich).

## Inhalt
Die Carolina enthielt materielles Strafrecht, vornehmlich aber Prozessrecht. Dem Gesetz kam die Funktion eines Rahmengesetzes zu, dagegen galt der Vorbehalt von Sonderregelungen über örtliches Gewohnheitsrecht der Territorien. Insbesondere galt aber auch rezipiertes römisches Strafrecht.

### Materielles Strafrecht
Geregelt waren in der Carolina allgemeine Voraussetzungen der Strafbarkeit sowie einzelne strafwürdige, tatbestandlich gefasste Verhaltensweisen. In den Art. 177 bis 179 finden sich die Ansätze des „allgemeinen Teils“ schon recht hoch entwickelt, denn normiert waren die Teilnahme, die Versuchsstrafbarkeit und die Schuldunfähigkeit. Für die Voraussetzungen der Schuldfrage musste bei Jugendlichen die Zurechnungsfähigkeit bereits gesondert geprüft werden. Bis zum 7. Lebensjahr galten Beschuldigte als strafunmündig, bis zum 14. Lebensjahr waren sie bedingt strafmündig. Die Teilnahme war in Art. 177 beschrieben, verstanden als vorsätzliche (wissentlicher und geuerlicher weiß) Mitwirkung (einicherley hilff, beistandt oder fürderung wie das alles namen hat) an der Tat eines anderen, heute unterschieden in die Teilnahmeformen Beihilfe und Anstiftung. Mit der Versuchsstrafbarkeit befasste sich Art. 178. Demnach genügte auch ein auf Tatausführung und Taterfolg gerichteter Vorsatz (böser will), der erkennbar sein musste (mit etlichen scheinlichen wercken, die zu volnbringung der selben missethat dienstlich sein mögen), aber nicht zur Vollendung der Tat führte (doch an volnbringung der selben missethat durch andere mittel wider seinen willen verhindert würde).
In Art. 146 wurde zwischen Vorsatz und Fahrlässigkeit (von ungeschichten gantz ungeheuerlicher weiß und wider des thätters willen) differenziert und die Abgrenzung durch Beispiele (gleichnuss) veranschaulicht. Dabei verfolgte die Carolina keine rein formal-psychologische Auffassung von Vorsatz und Fahrlässigkeit, sondern machte die Schuldschwere abhängig von der nach außen wirkenden inneren Gesamteinstellung des Täters. Somit entwickelte sich ein anschaulicher Schuldbegriff. Die Carolina legte sich damit auf das Prinzip der Schuldhaftung fest und beseitigte Reste und Überbleibsel einer bis dahin vorherrschenden Erfolgshaftung. Schädigungen, die auf Zufall beruhten, begründeten damit keine Strafbarkeit mehr. Auch war dies eine Folge der Ausbalancierung von „Gerechtigkeit“ und „Gemeinnutz“ (vgl. Art. 104), weil erkannt wurde, dass Strafe einen general- wie spezialpräventiven Charakter in sich tragen kann, ein Gedanke, der bei Cicero bereits diskutiert wurde.
Die einzelnen Straftaten
Delikte gegen den Staat, Körperverletzungen und Beleidigungen fehlten im Gesetz vollständig. In Ansehung der unterschiedlichen Strafandrohung wurden die Tatbestände Mord und Totschlag hingegen präzise gegeneinander abgegrenzt. Das Vorsatzerfordernis war beiden Delikten gemein, allerdings handelte der Totschläger in affektiver Aufwallung wie Zorn und Wut, der Mörder hingegen mutwillig.
Der heute umfassende Grundsatz nulla poena sine lege, wonach Strafbarkeit nur vorliegen kann, wenn die Tat zum Zeitpunkt der Tat gesetzlich geregelt ist, war als typisches Produkt der liberalen Verfassungsbewegung des 19. Jahrhunderts noch nicht bekannt und auch erst von Paul Johann Anselm von Feuerbach eingeführt worden. Auch war der Anfang der 1810er Jahre von Christoph Stübel formulierte und heute ebenfalls nicht wegdenkbare Zweifelssatz im Strafrecht noch in weiter Ferne. Man musste sich damit behelfen, sogenannte Tätertypen zu beschreiben. Dafür hatten die Richter das Recht, Analogien zu schaffen (Art. 105), ein heute im deutschen Strafrechtswesen unzulässiges Instrument. Den Richtern war bei der Tatbeurteilung und vor Weiterleitung der Akten an den Oberhof oder die nächste Juristenfakultät zur Entscheidung auch Ermessen eingeräumt, von dem sie – juristisch regelmäßig nicht vorgebildet – extensiven Gebrauch machten. Insgesamt beschrieb die Carolina die strafwürdigen Tatbestände anschaulich, präzise und abstrahierend.
Es galten als Kapitalverbrechen z. B.:
- Mord
- Totschlag
- Räuberei: rauber (Art. 126)
- Vergewaltigung: nottzucht (Art. 119)
- Brandstiftung: brenner (Art. 125)[9]
- Verrat
- Münzfälschung: die müntz gefelscht (Art. 111)
- expliziter Bruch der Urfehde
- etliche Fälle von Diebstahl
- Zauberei, sofern durch sie (Personen-)Schaden entstanden war.

Neben der Möglichkeit der Verhängung von Strafen waren gesetzlich auch Geldbußen (geltbuß) vorgesehen, die vom Täter an den Geschädigten zu leisten waren. Bezüglich der Strafen differenzierte das Gesetz Leibesstrafen und Todesstrafen. Aber auch erste Ansätze des Freiheitsstrafenwesens waren in der Carolina verankert. Freiheitsstrafen wurden bei geringfügigem Diebstahl nur hilfsweise verhängt, nämlich dann, wenn der Täter nicht in der Lage war, für die gegen ihn verhängte Geldbuße aufzukommen (Wo aber der dieb kein solche geltbuß vermag, soll er mit dem kercker, darinn er etlich Zeitlang ligen, gestrafft werden, vgl. Art. 157). Die in Art. 176 und 195 angedeuteten „Freiheitsstrafen“ erscheinen eher als präventive Maßnahmen der Sicherungsverwahrung für rückfallgefährdete Wiederholungstäter (zuo bösem glauben kuonfftiger übelthettiger beschedigung, Art. 195).
Art. 192 listet die Todesstrafe nach Hinrichtungsarten auf
- Verbrennen
- Enthaupten
- Vierteilen
- Rädern
- Hängen
- Ertränken
- Pfählen
- lebendig Begraben

Strafverschärfend durfte angeordnet werden, dass der Straftäter zur Hinrichtungsstätte geschleift (Art. 193) oder zuvor mit glühenden Zangen traktiert (Art. 194) werden durfte. Obgleich nach heutigen Maßstäben grausam anmutend, und in der Praxis ebenso umgesetzt, waren die Sanktionen in der Theorie von einem dem Verhältnismäßigkeitsprinzip gleichenden Grundsatz geleitet, denn gestaffelt wurde nach Schwere der Tat. Als mildeste Todesart galt die Hinrichtung mit dem Schwert, etwa beim Totschlag im Affekt, während bei Landes- oder Hochverrat die Vierteilung drohte.
An Leibesstrafen nennt die Carolina in Art. 198 das Abschneiden von Zunge, Fingern, Ohren oder Nase. Weitere aufgezählte Mittel sind der Pranger und das Stellen in das Halseisen sowie Prügeln.
Die Carolina milderte den Sanktionenkatalog des Sachsenspiegels insoweit ab, als der Tatbestand des Zaubers keine Todesstrafe mehr vorsah. Für Sachschaden forderte sie lediglich Reparationsleistungen. Unter Schäden verstand die Carolina Personenschäden: „Straff der Zauberey. Item so jemandt den leuten durch zauberey schadenn oder nachteill zufuegt, soll man straffen vom lebenn zum tode, und man solle solliche straff mit dem feur thun. Wo aber jemant zauberey gepraucht und damit nymandt schadenn gethon hete, soll sunst gestraft werden nach gelegennheit der sache; darjnne die urtheiller Raths geprauchen sollen, alls vom Rahtsuchen hernachen geschriebenn steet.“ Besonders von protestantischen Landesfürsten wurde die mildere Carolina ignoriert, um auch Hexen wegen bloßen Sachschadens verurteilen zu können.
Als Geldbuße waren an den Geschädigten, so etwa beim heimlichen Diebstahl, der doppelte Sachwert (zwispil Art. 157) und beim offenen Diebstahl der vierfache Sachwert (vierfeltig Art. 158) zu entrichten.

### Strafprozessrecht
Im Strafprozess regelte die Carolina zwei verschiedene Prozessarten, zum einen den Akkusationsprozess und zum anderen den Inquisitionsprozess. Letzteren führte die Carolina mit der Maßgabe ein, ihn nicht als Normalfall zu behandeln, was sich in der Praxis jedoch anders gestaltete. Da die Carolina eine Anklagebehörde im Inquisitionsprozess nicht vorsah, war Ankläger der Richter. Das auf (Aber-)Glauben beruhende mittelalterliche Beweisrecht (Beweise durch Reinigungseid, Leumundszeugen, Gottesurteil) wurde modernisiert. Den Beweis für die Tatbegehung des Angeklagten hatte das Gericht zu erbringen, was durch Geständnis (Urgicht) oder – sofern nicht vorliegend – mittels Zeugenbeweises geschah. Da das Gesetzbuch den juristisch nicht vorgebildeten Richtern misstraute, stellte es feste Beweisregeln auf: Zum einen durften nur Haupttatsachen, nicht jedoch Hilfstatsachen (Indizien) zur Verurteilung führen; zum anderen wurde verlangt, dass nur zwei übereinstimmende Zeugenaussagen von Zeugen mit einwandfreiem Leumund als Beweis anerkannt wurden (Art. 67). Fehlte es an zwei Zeugen, konnte der Angeklagte – anders als heute in der freien Beweiswürdigung – nicht verurteilt werden. Es musste dann versucht werden, ihm ein Geständnis abzuringen, wobei notfalls die peinliche Befragung (Tortur) anzuwenden war. Das Gericht musste dabei von der Schuld des Täters überzeugt sein (Art. 23). Über Art, Dauer und Intensität der Tortur befand der Richter nach eigenem Ermessen. Trotz eines Systems mit klar vorgeschriebenen Beweisregeln konnte der Angeklagte kaum geschützt werden, denn die Folter erwies sich als Allzweckwaffe.
Obwohl der Inquisitionsprozess dem römisch-kanonischen Recht entspringt, wich die Carolina von diesen Grundsätzen in gewissen Fällen ab, so bei schlimmen Straftaten (crimen exceptum). In diesem Fall wurden abgesenkte Maßstäbe für die Würdigung von Indizien und die Anwendung von Folter zugrunde gelegt. Nach Analyse von Peter Oestmann lag in dieser Ausnahme der „prozessrechtliche Schlüssel“ für die Hexenprozesse im 16. und 17. Jahrhundert, die von diesen Ausnahmen Gebrauch machten.

#### Akkusationsprozess
Die zweite Prozessart der Carolina, der Akkusationsprozess war kein Offizialprozess, sondern unterlag der Dispositionsmaxime. Einer Privatperson gab dies die Möglichkeit, eine Straftat anzuklagen. Wie das Verhältnis zum Inquisitionsprozess war, ist in der Literatur nicht geklärt. Insbesondere in älterer Literatur, bspw. bei Eberhard Schmidt, wurde vertreten, dass die Mitteilung ausgereicht habe, für den Start des Verfahrens und der weitere Prozessverlauf nach dem Inquisitionsprozess abgelaufen sei. Andere Autoren weisen auf spezifische Gefahren des Anklägers hin. So beispielsweise habe der Ankläger dem Angeklagten Schadensersatz für eine eventuelle Haft zu leisten gehabt, sofern die Anschuldigungen nicht bewiesen werden konnten. Die persönlichen Gefahren für den Ankläger sind in vielen deutschen Territorien dadurch umgangen worden, dass ein sogenannter Fiskal als peinlicher Ankläger auftrat. Dieser war nicht den Risiken der Carolina für private Ankläger unterworfen. In zeitgenössischer Literatur wurde der Prozess als processus ordinarius bezeichnet, während der Inquisitionsprozess als processus extraordinarius bezeichnet wurde.

#### Weitere Regelungen
Auch wandelte die Carolina die getrennten Richter- und Urteilsbänke in Kollegialgerichte um. Schöffen und praktisch gelehrte Richter kamen zusammen zu Urteilen.
Wenn die Gerichte Rechtsfragen hatten, so regelte die Carolina in Art. 219 CCC, dass bei Bestehen eines Oberhofes oder eines Schöppenstühles diese angerufen werden sollten. Sofern keine der beiden Institutionen bestand, sollte die zuständige Obrigkeit konsultiert werden. Dies konnte aber dann nicht geschehen, wenn die Obrigkeit selbst die Strafverfolgung von Amtes wegen ausführte. Dann sollten die Akten an die Universitäten versandt werden. Die Carolina fällt in die Entwicklung zu Ende des Mittelalters der Ablösung der Oberhöfe durch die Aktenversendung an juristische Fakultäten.
Die Carolina schränkte des Weiteren den wenig verbreiteten Freiheitsentzug dahingehend ein, dass Verurteilte nur noch bis zur offenkundigen Besserung der Freiheit benommen wurden. Die Bamberger Gerichtsordnung – die „mater Carolinae“ – sah noch „ewigen“ Freiheitsentzug vor.

## Bedeutung

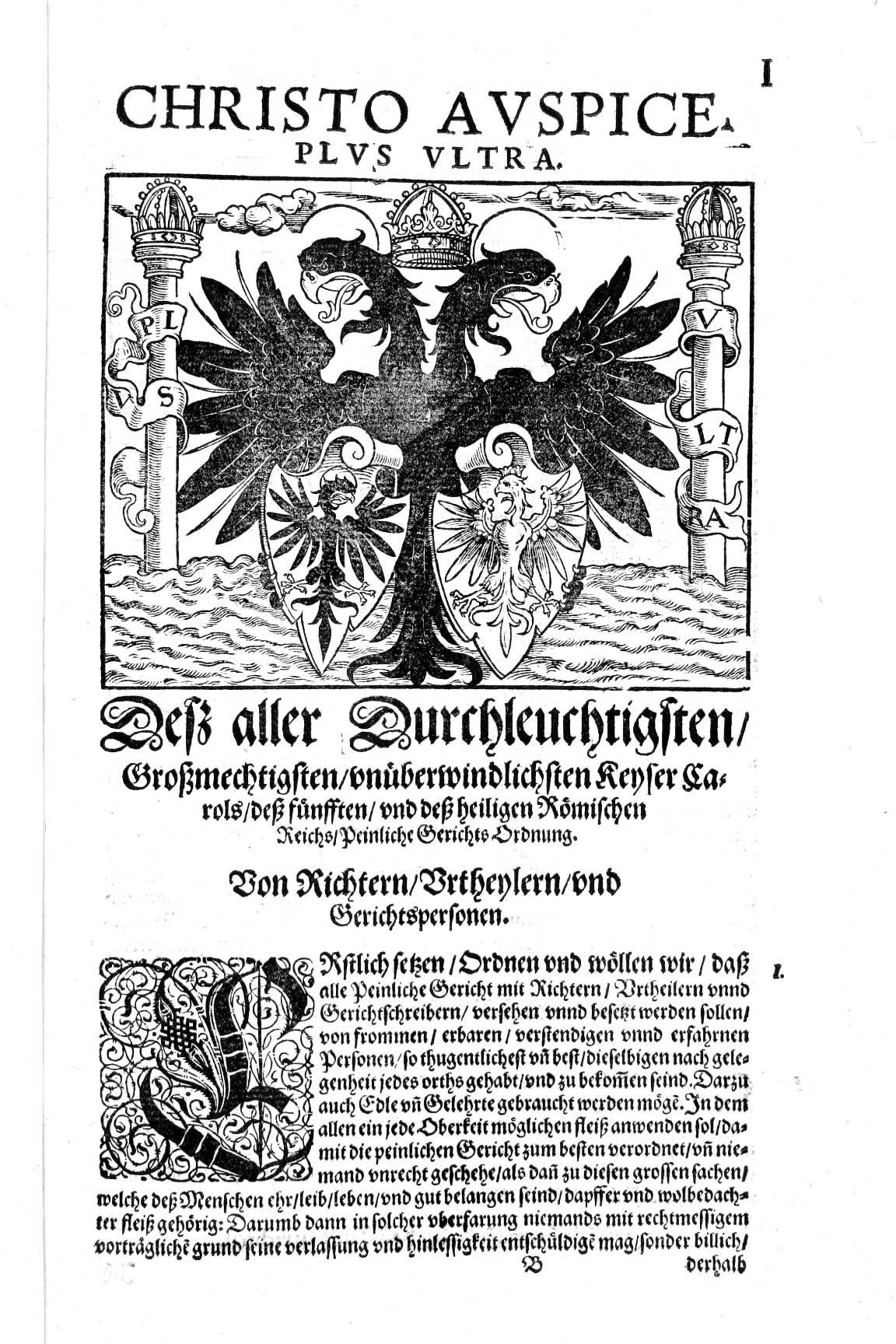
Illustration

Im Mittelalter wurde das Strafrecht noch als Privatangelegenheit der Beteiligten angesehen. Das sogenannte Akkusationsverfahren trug entsprechende privatrechtliche Züge. War das Opfer nicht bereit oder in der Lage, einen Prozess anzustrengen, so kümmerte sich auch der Staat nicht darum. Auch konnte die Tat statt durch Strafe durch Bußzahlungen an Opfer oder Hinterbliebene gesühnt werden. Ziele waren in erster Linie die Konfliktregulierung durch Kompensation und die Wiederherstellung der gestörten Rechtsordnung. Gegen organisierte Verbrecherbanden war dieses Strafrecht fast machtlos. Wegen der Rechtszersplitterung in den einzelnen Territorien waren der Ablauf von Strafverfahren sehr uneinheitlich.
Das Inquisitionsverfahren war aus dem kanonischen Recht und der Praxis der Ketzerverfolgung entlehnt. Im Sinne der Carolina strengte das Verfahren ein obrigkeitlicher Ankläger und nicht etwa eine der Konfliktparteien an. Die Klage wurde ex officio („von Amts wegen“) und damit im öffentlichen Interesse erhoben. Neben dem Geständnis und dem Beweis durch Zeugen, konnten Sachverständige aufgerufen werden. Die Entscheidung erging nicht durch Laienrichter, sondern durch eine Juristenfakultät oder ein Obergericht, wohin die Akten zur Urteilsfällung versandt wurde.
Die Constitutio Criminalis Carolina wollte das Recht im Heiligen Römischen Reich Deutscher Nation vereinheitlichen, womit gleichzeitig der bis dahin sehr willkürlichen und landesspezifisch unterschiedlichen Strafgerichtsbarkeit Einhalt geboten werden sollte. Der Carolina gelang eine Mäßigung des Verfolgungseifers, gleichwohl eine salvatorische Klausel am Ende der Vorrede ihre subsidiäre Geltung gegenüber den Partikularrechten der Reichsstände anwies. Die Klausel war Voraussetzung für eine Zustimmung der Reichsstände, die ansonsten an ihren lokalen Gerichts- und Gesetzgebungshoheiten festhalten wollten. In der Folge war die Carolina Vorbild für viele Landesgesetze. Ihre reformatorische Wirkung auf das Strafrecht ist deshalb unbestritten. In der Praxis der Territorien bestanden aber noch lange gemischte Formen.
Das frühneuzeitliche Werk galt dabei auch über die Grenzen des Alten Reiches hinweg, so wurde sie in Frankreich als Militärstrafgesetzbuch für Söldner aus der Schweiz bis ins 18. Jahrhundert angewandt und im Königreich Polen ab 1559 in einer polnischen Übersetzung. In vielen deutschen Territorialstaaten galt sie noch lange, bspw. im Königreich Hannover bis 1840.
Die Carolina gilt aber nicht als eine Kodifikation. Dies wird insbesondere damit begründet, dass die Carolina den Rückgriff auf Grundsätze des römisch-kanonischen Rechtes, als auch von Rechtsgewohnheiten in Art. 105 CCC erlaubte.
Eine erneute Strafrechtsvereinheitlichung gelang in Deutschland erst wieder mit dem Strafgesetzbuch für das Deutsche Reich von 1871, das mit zahlreichen Änderungen noch heute gilt.

## Literatur

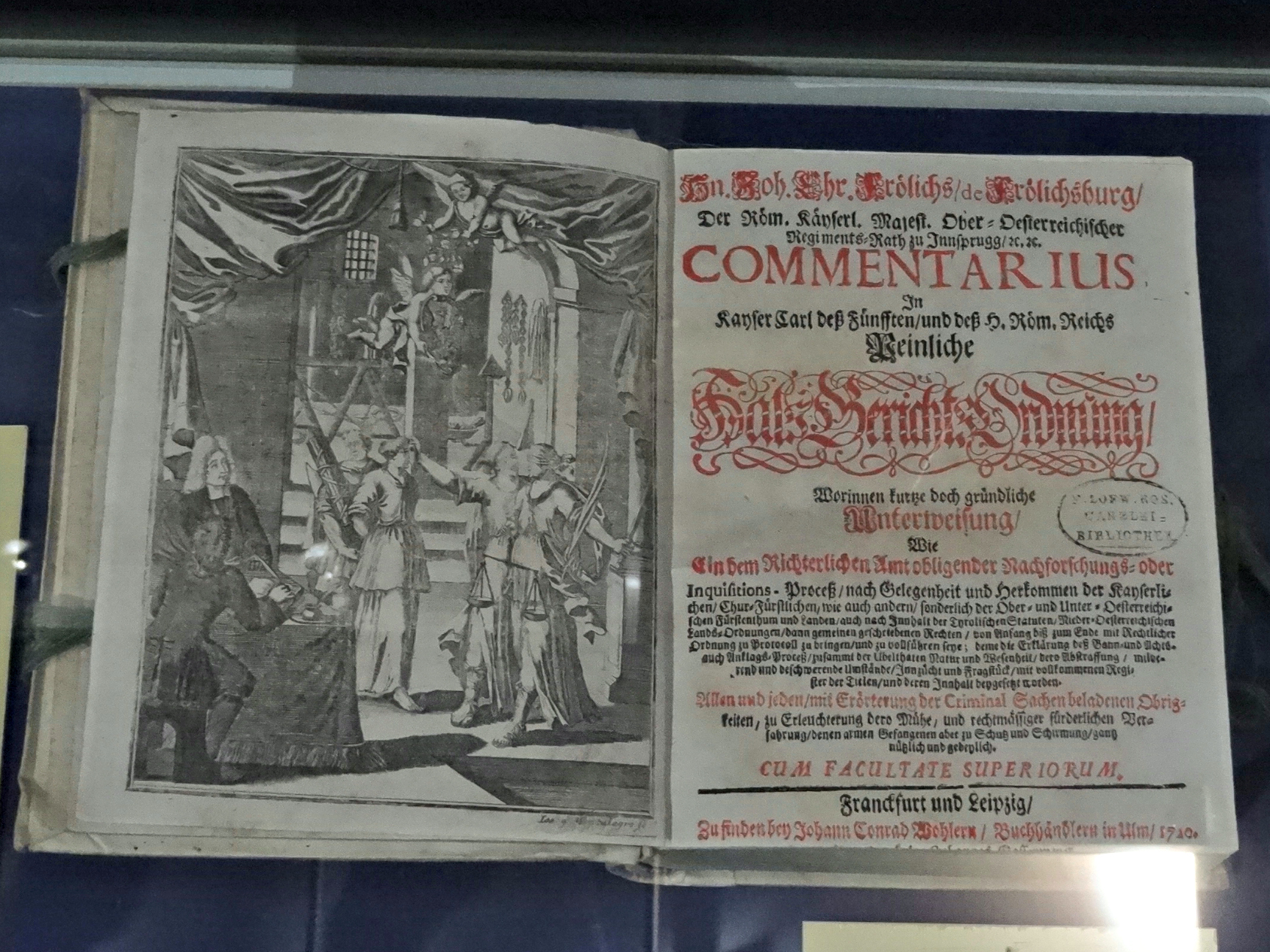
Johann Christoph Frölich von Frölichsburg: Commentarius In Kayser Carl des Fünfften / und deß H. Röm. Reichs Peinliche HalsGerichtsOrdnung, Ulm 1733